# 24-часовой формат времени

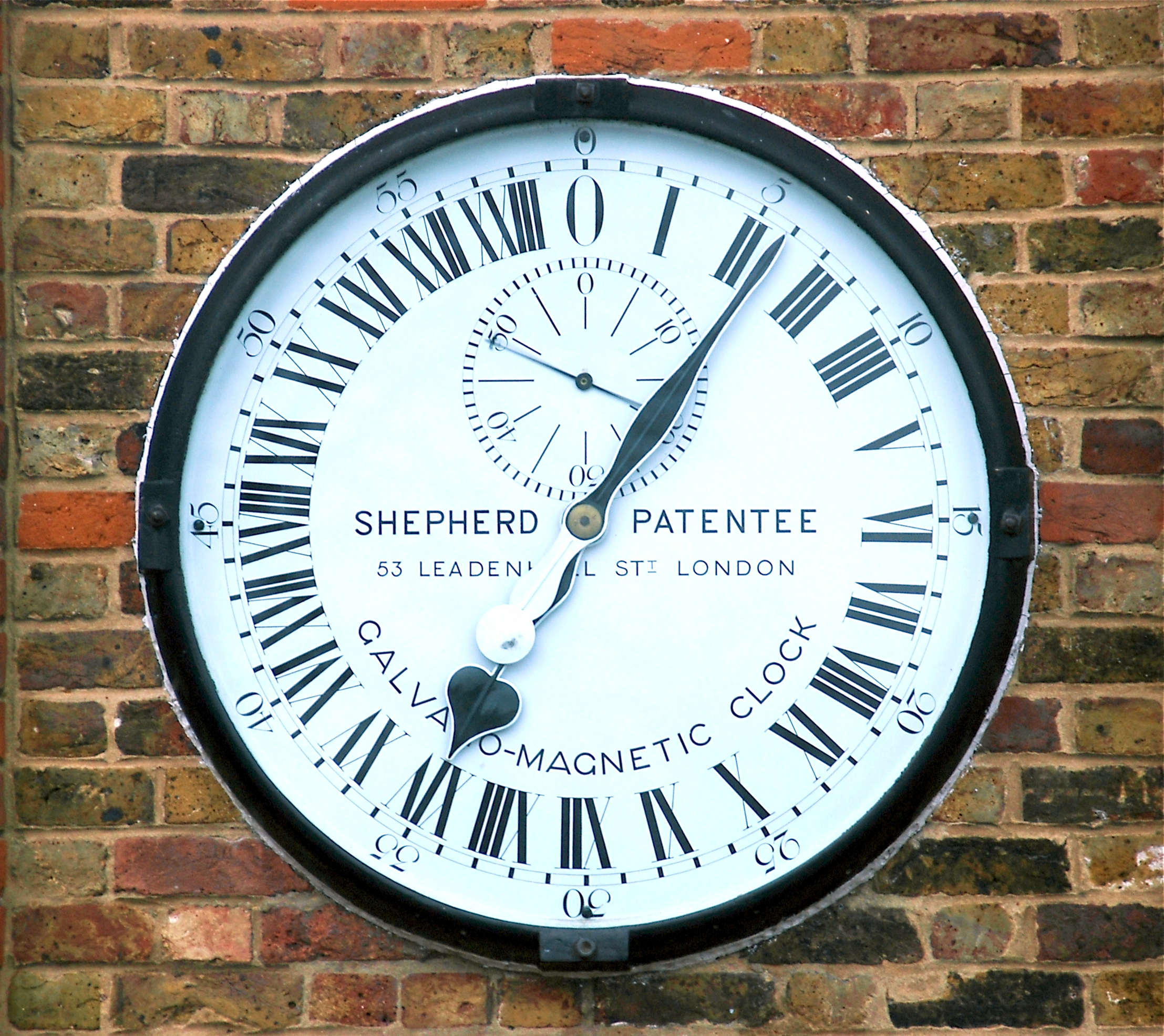
Часы Шепперд-Гейта в Гринвиче с римскими цифрами до ХХIII (23) и 0 для полуночи

24-часовой формат времени представляет собой условное обозначение времени, в котором день длится от полуночи до полуночи и делится на 24 часа. На это указывают часы (и минуты), прошедшие с полуночи, с 0 (:00) до 23 (:59). Эта система, в отличие от 12-часовой, сегодня является наиболее часто используемой системой обозначения времени в мире и используется международным стандартом ISO 8601.
Ряд стран, особенно англоязычные и арабские, используют 12-часовой формат времени или смесь 24- и 12-часовой систем времени. Причём даже если используется 12-часовой формат, некоторые профессии предпочитают использовать 24-часовой, например, в медицинской практике он используется для документирования медицинской помощи, поскольку он предотвращает любую двусмысленность. То же относится и к военным.

## Описание

Использование 12- или 24-часового формата часов в разных странах.
24-часовой
24-часовой (12-часовой устно)
Оба в употреблении
12-часовой

| 24-часовой формат                | 12-часовой формат                       |
| -------------------------------- | --------------------------------------- |
| 00:00                            | 12:00 (полночь) 12:00 a.m. (начало дня) |
| 01:00                            | 1:00 a.m.                               |
| 02:00                            | 2:00 a.m.                               |
| …                                | …                                       |
| 10:00                            | 10:00 a.m.                              |
| 11:00                            | 11:00 a.m.                              |
| 12:00                            | 12:00 полдень 12:00 p.m.                |
| 13:00                            | 1:00 p.m.                               |
| 14:00                            | 2:00 p.m.                               |
| …                                | …                                       |
| 22:00                            | 10:00 p.m.                              |
| 23:00                            | 11:00 p.m.                              |
| 24:00 ровно 00:00 следующий день | 12:00 (полночь) (конец дня)             |

### Способ записи

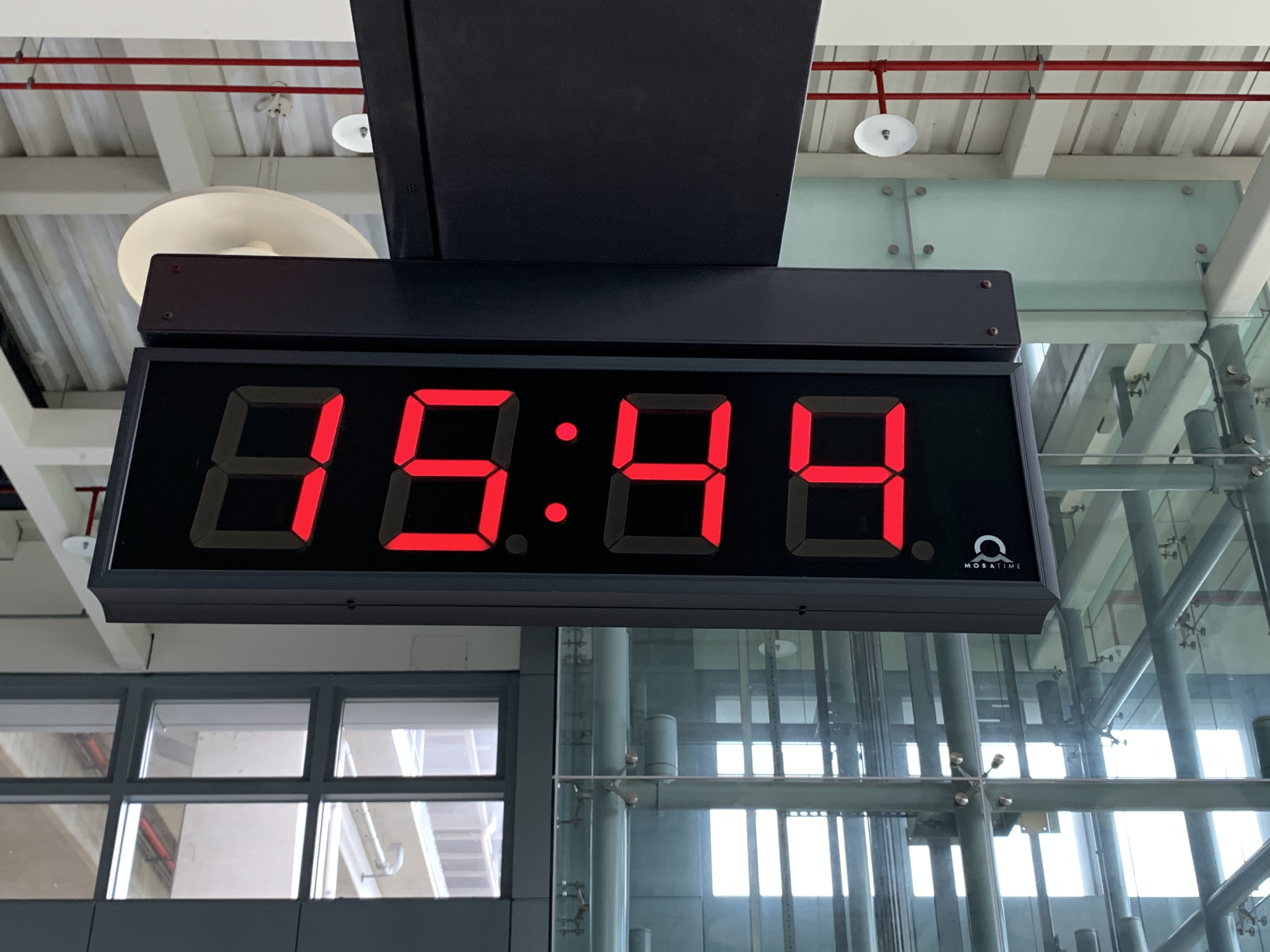
24-часовые цифровые часы на станции Miaoli HSR

Настенные кварцевые часы с 12-часовым механизмом и 24-часовой шкалой

Время суток записывается в 24-часовом формате в виде чч:мм (например, 01:23) или чч:мм:сс (например, 01:23:45), где чч (от 00 до 23) количество полных часов, прошедших с полуночи, mm (от 00 до 59) — количество полных минут, прошедших с момента последнего полного часа, и ss (от 00 до 59) — количество секунд с момента последней полной минуты. В случае дополнительной секунды (для компенсации неравномерности вращения Земли) значение ss может увеличиваться до 60. Ноль в начале добавляется к числам меньше 10, но это необязательно для значения часов (например, 8:35:05, а не 08:35:05). Ведущий ноль используется в компьютерных приложениях и всегда используется, когда этого требует спецификация, например, ISO 8601.
Там, где требуется разрешение точнее, чем в секунду, к количеству секунд добавляются десятичные доли, отделяемые десятичной точкой или запятой, например, 01:23:45.678. Наиболее часто используемым символом разделителем между часами, минутами и секундами является двоеточие, которое указано и в ISO 8601. Некоторые европейские страны использовали точку в качестве разделителя, но большинство национальных стандартов обозначения времени с тех пор были изменены на международное стандартное двоеточие. В некоторых контекстах (включая некоторые компьютерные протоколы и армейское применение) разделитель не используется, а время записывается, например, как «2359».

### Полночь 00:00 и 24:00
В 24-часовом формате сутки начинаются в полночь, 00:00 или 0:00, а последняя минута дня начинается в 23:59. Там, где это удобно, обозначение 24:00 также может использоваться для обозначения полуночи в конце заданной даты, то есть 24:00 совпадает с 00:00 следующего дня.
Обозначение 24:00 в основном служит для обозначения точного конца дня во временном интервале. Типичное использование указывает часы работы, заканчивающиеся в полночь (например, «00:00—24:00», «07:00—24:00»). Точно так же в расписании некоторых автобусов и поездов указано 00:00 как время отправления и 24:00 как время прибытия. Юридические контракты часто действуют с даты начала в 00:00 до даты окончания в 24:00 или с начала в 0:00:00 до конца в 23:59:59.
В то время как 24-часовая запись однозначно различает полночь в начале (00:00) и конце (24:00) любой заданной даты, среди пользователей 12-часовой записи нет общепринятого различия. Руководства по стилю и правила военной связи в некоторых англоязычных странах не рекомендуют использовать 24:00 даже и в 24-часовом формате и вместо этого рекомендуют сообщать время около полуночи как 23:59 или 00:01. Иногда также избегают использования 00:00. По состоянию на 2010 год в руководстве по переписке для ВМС и Корпуса морской пехоты США время указывалось от 0001 до 2400. В июне 2015 года руководство было обновлено, и стало использовать от 0000 до 2359.

### Время после 24:00
Обозначения времени суток после 24:00 (например, 24:01 или 25:00 вместо 00:01 или 01:00) обычно не используются и не подпадают под действие соответствующих стандартов. Однако иногда они использовались в некоторых особых случаях в Великобритании, Франции, Испании, Канаде, Японии, Южной Корее, Гонконге и Китае, где рабочее время выходит за пределы полуночи, например, при производстве и планировании телевещания. Формат файла списков расписаний общественного транспорта по рекомендации Гугл (General Transit Feed Specification) имеет концепцию дней обслуживания и предполагает время после 24:00 для поездок, которые выполняются после полуночи.

### Компьютерная поддержка
В большинстве стран компьютеры по умолчанию показывают время в 24-часовом формате, например, Microsoft Windows и macOS активируют 12-часовую нотацию по умолчанию, только если компьютер находится в нескольких определённых языковых и региональных настройках. 24-часовая система обычно используется в текстовых интерфейсах. Программы POSIX, такие как ls, по умолчанию отображают метки времени в 24-часовом формате.

### Военное время

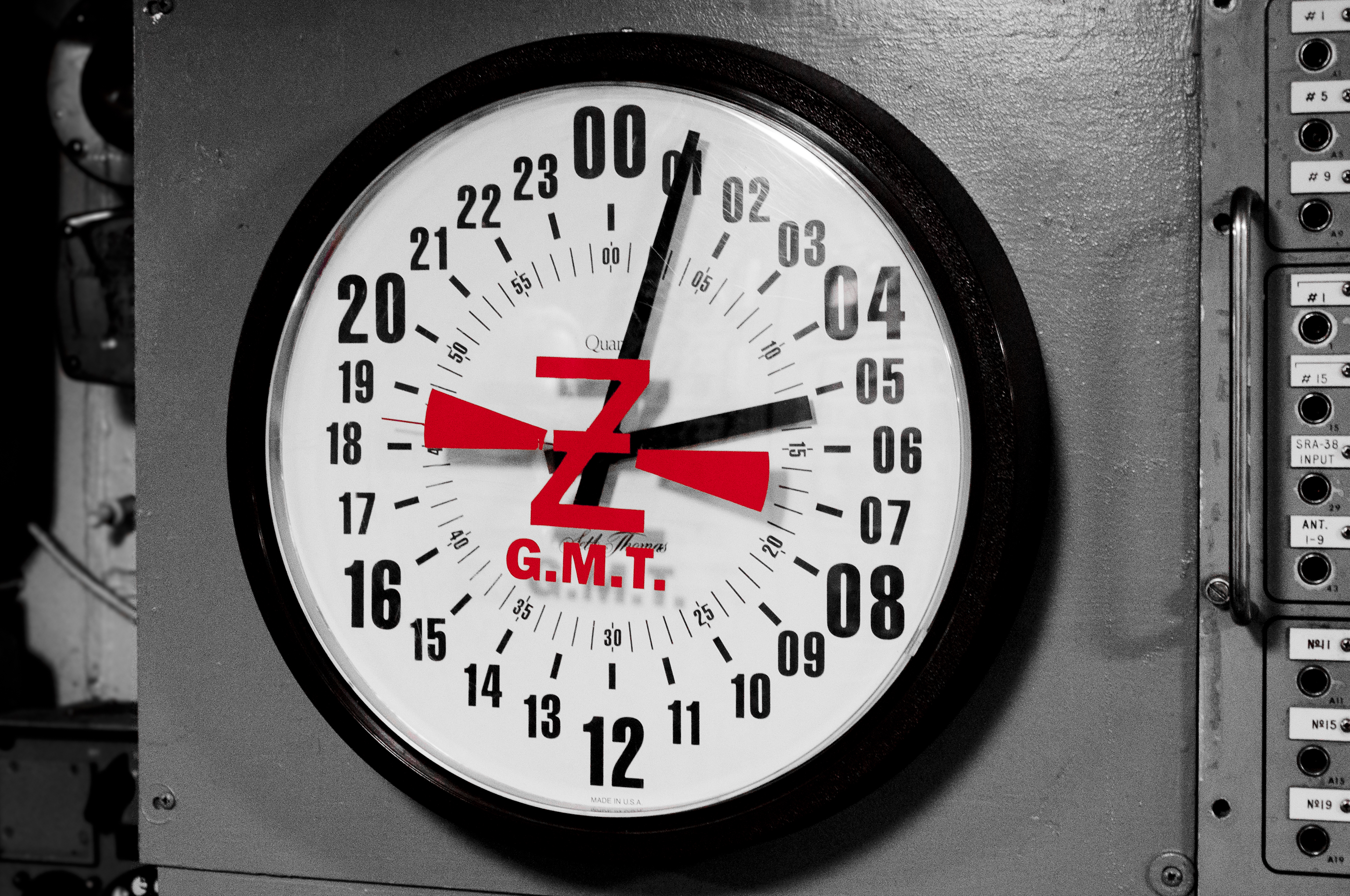
24-часовые часы на USS Midway

В американском английском термин военное время является синонимом 24-часового формата. В США время суток обычно указывается почти исключительно с использованием 12-часовой системы обозначений часов, в которой часы дня считаются как 12, 1, …, 11 с суффиксами am и pm., различая два суточных повторения этой последовательности. 24-часовой формат обычно используется там только в некоторых специальных областях (военное дело, авиация, навигация, туризм, метеорология, астрономия, вычислительная техника, логистика, аварийно-спасательные службы, больницы), где двусмысленность 12-часового формата считается слишком неудобной, затруднительной или опасной.
Военное использование, согласованное между США и союзными англоязычными вооруженными силами, отличается в некоторых отношениях от других 24-часовых систем времени:
- При указании времени разделитель часов и минут не используется, но добавляется буква, обозначающая часовой пояс (например, «0340Z»).
- Начальные нули всегда записываются и должны быть произнесены, поэтому, например, 5:43 утра произносится «ноль пять сорок три» (в общем) или «ноль пять четыре три» (по радиосвязи), а не «пять сорок три» или «пять четыре три».
- Военные часовые пояса обозначаются буквами и словами из алфавита НАТО. Например, по восточному стандартному времени США (UTC−5), которое обозначается часовым поясом R, в 2:00 ночи пишется «0200R», а произносится «ноль двести Ромео».
- Местное время обозначается как зона J или «Джульетта». «1200J» («тысяча двести, Джулиетт») — полдень по местному времени.
- Среднее время по Гринвичу (GMT) или Всемирное координированное время (UTC) обозначается часовым поясом Z и поэтому называется «зулусским временем». (На практике GMT и UTC совпадают, однако разница может составлять около секунды[6]).
- Часы всегда обозначают сотнями (hundreds), а не тысячами, как в простых числительных: 1000 — это «десять сотен», 2000 — это «двадцать сотен».

## История

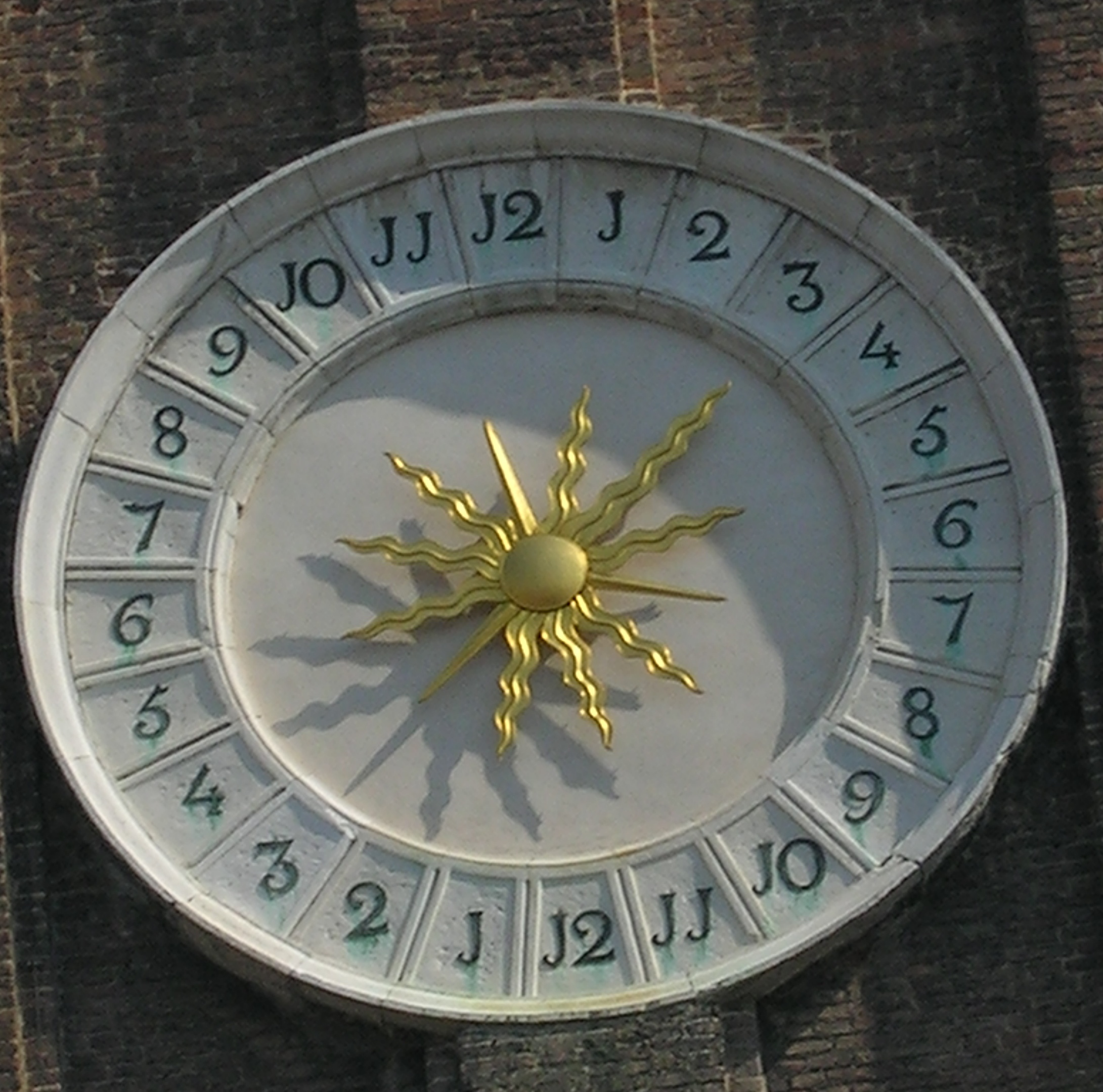
Циферблат венецианских часов, содержащий ряд час с 1 по 12 дважды

Первыми общественными часами стали 24-часовые механические часы в Италии, которые подсчитывали часы от заката одного дня до заката следующего. Таким образом, 24 час был последним в световом дне.

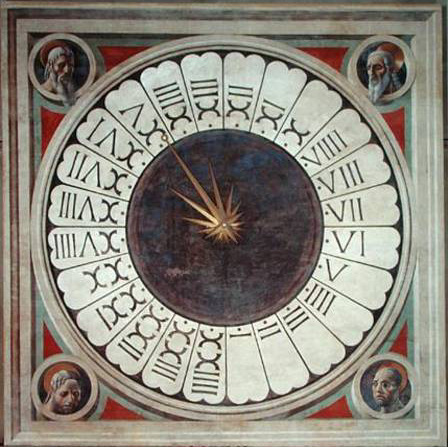
Паоло Учелло, «Циферблат с четырьмя пророками-евангелистами», 1443, Флорентийский собор

С XIV по XVII века в Европе сосуществовали две системы:
- Итальянская (богемская, старобогемская): 24 часа, отсчёт которых начинается от заката, циферблат неподвижен и 24-й час расположен в правой половине. Постепенно циферблат стали делить на 4 части по 6 часов, однако, некоторые старинные 24-часовые приборы сохранялись до XIX века. Эта система была распространена в альпийских странах, Чехии и Польше, в Богемии была отменена окончательно лишь в 1621 году после поражения у Белой горы. В Чехии Пражские астрономические часы проработали до самого 1945 года, когда были разрушены. Также существовал вариант с отчётом от рассвета, однако он встречался крайне редко, один из примеров — кабинетные часы XVI века в венском Музее истории искусств.[10].
- Немецкая система (галльская): два периода по 12 часов, отсчитываемых от полуночи и полудня. Как правило, на циферблат нанесены 12 чисел, 12 находится вверху циферблата.

Современная 24-часовая система является адаптацией немецкой системы позднего XIX века, стала доминирующей в мире, за исключением англо-говорящих стран.
Часы, которые отбивали звоном начало каждого часа, должны были производить по 300 ударов каждый день, что требовало длинных канатов и приводило к быстрому износу, в результате в некоторых стали сигналить с 1 до 12 часов дважды в день (156 сигналов), или от 1 до 6 четырежды в день (84 сигнала).
В европейских странах 24-часовая схема была предложена Сандфордом Флемингом в 1876 году, когда он опоздал на поезд в Ирландии, в расписании которого было указано рм вместо ам. Эта идея стала предшественником всемирного координированного времени. Он также предложил использование и других временных стандартов, например, часовые пояса и нулевой меридиан. Одним из первых эксплуатантов нового 24-часового стандарта летом 1886 года стала Канадская тихоокеанская железная дорога.
В 1884 году на Международной меридианной конференции американский юрист и астроном Льюис М. Резерфорд предложил:
- синхронизировать день с движением Солнца,
- начало дня отсчитывать от наступления полночи в нулевом меридиане,
- дату и момент наступления даты во всём мире считать по нулевому меридиану,
- сутки разделить на 24 часа[14].

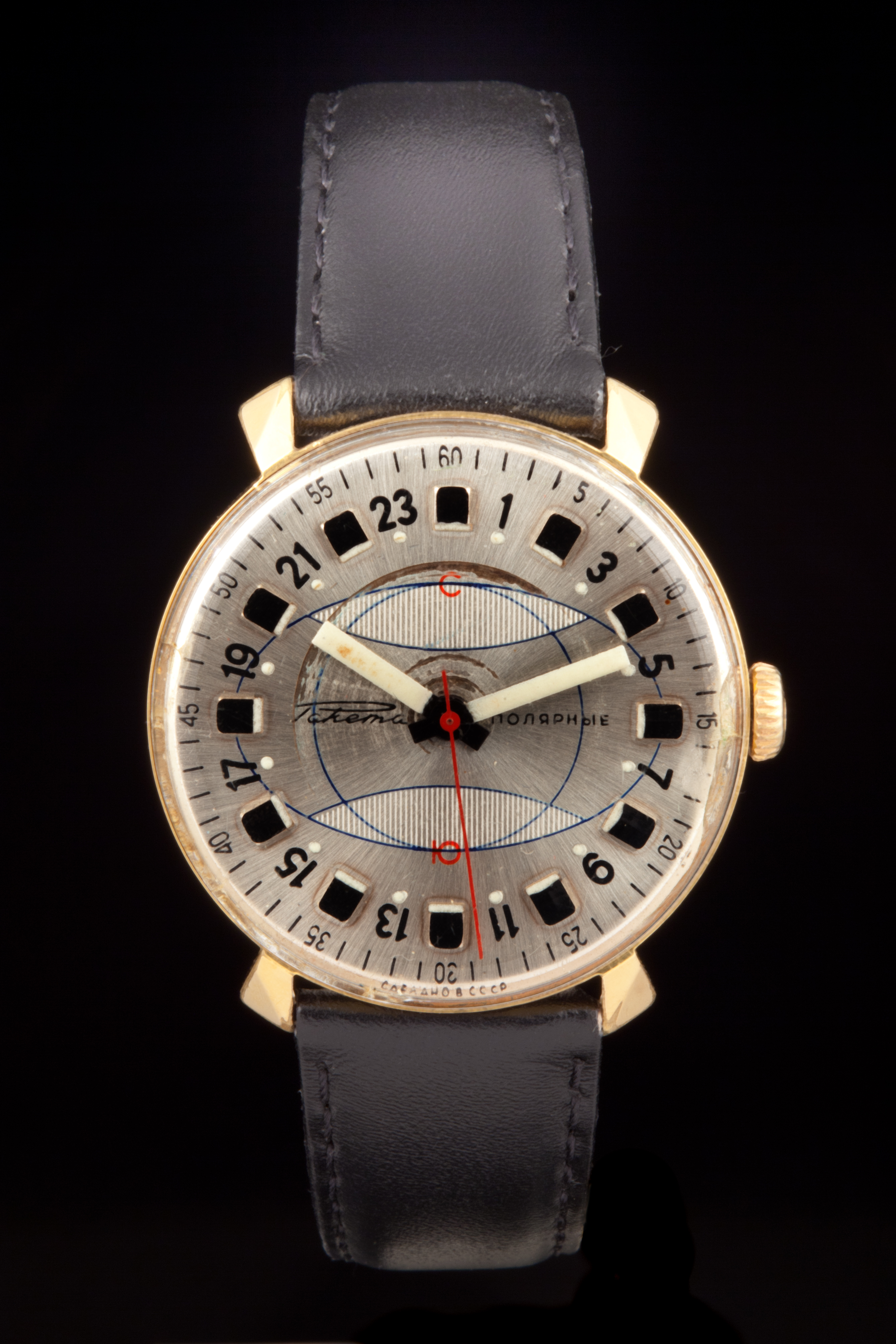
Советские 24-часовые часы для полярных экспедиций, 1969 год, фабрика Ракета

Конференцией предложения были одобрены.
Согласно отчёту правительственной группы Великобритании, первой повсеместную 24-часовую шкалу ввела Италия в 1893 г. Примеру последовали и другие страны: Франция в 1912 (армия в 1909), Дания в 1916, Греция в 1917. К 1920 г. перешли Испания, Португалия, Бельгия и Швейцария, а затем Турция (1925) и Германия (1927). В начале 1920-х шкала стала использоваться в странах Латинской Америки. В Индии такие часы использовали железные дороги.
Во время Первой мировой войны британские военно-морские силы перешли на новую систему в 1915 г., остальные подразделения чуть позже, а полностью британская армия переключилась официально в 1918 г. Канадская армия — в конце 1917 г. В США первыми переключились военно-морские силы (1920), а полностью армия — не раньше Второй мировой войны в 1942 г.
В Великобритании использование 24-часовых часов неуклонно росло с начала XX века, хотя попытки сделать систему официальной не раз терпели неудачу. В 1934 году Британская телерадиовещательная корпорация (Би-би-си) перешла на 24-часовые часы для вещания объявлений и списков программ. Эксперимент был остановлен через пять месяцев из-за отсутствия энтузиазма у общественности, и Би-би-си продолжила использовать 12-часовые часы. В том же году Pan American World Airways Corporation и Western Airlines в США перешли на 24-часовые часы. В наше время Би-би-си использует смесь как 12-часовых, так и 24-часовых часов. Британские железные дороги и лондонский транспорт перешли на 24-часовые часы для расписания в 1964 году. Смесь 12- и 24-часовых часов аналогично преобладает в других англоязычных странах Содружества: франкоговорящие приняли 24-часовые часы в Канаде гораздо шире, чем англоговорящие, и Австралия также использует обе системы.

## Комментарии
1. 1 2  См. Проблемы в обозначениях полудня и полуночи